# Mörderberg (Weitin)
Der Mörderberg bei Weitin, einem Ortsteil der Kreisstadt Neubrandenburg in Mecklenburg-Vorpommern, liegt etwa 2500 Meter nordöstlich des Ortes an der Landstraße 27.
Am Nordende des Bergplateaus befindet sich ein frühdeutscher Turmhügel (Motte) aus dem 13. und 14. Jahrhundert. Auf ihm stand einst eine kleine Burganlage, bestehend aus einem steinernen Turm und umliegenden Wirtschaftsgebäuden. Auf dem restlichen Bergplateau lag wahrscheinlich eine Vorburgsiedlung. Im Jahre 1348 wurde die Burg als „Castrum Walwensmoelen“ urkundlich erwähnt. Möglicherweise war der Auftraggeber Walwanus, der von 1293 bis 1309 der Propst des Klosters Broda am Tollensesee war. Hauptaufgabe der Anlage dürfte die Sicherung der nahen Krappmühle sowie des vorbeiführenden Handelsweges nach Altentreptow gewesen sein. 
Letzte Ruinenreste wurden in der ersten Hälfte des 19. Jahrhunderts zum Bau von Straßen abgetragen. 1976 bis 1978 wurden archäologische Grabungen am Bodendenkmal durchgeführt. Sie erbrachten den Nachweis, dass der Turmhügel am Fuß mit einem Graben und einem Palisadenzaun gesichert war. Man barg Hufeisen, Armbrustbolzen, Kämme, eiserne Nägel sowie Keramikscherben.